# جی. همیلتون لوئیس
جی. همیلتون لوئیس (به انگلیسی: James Hamilton Lewis) سناتور سابق عضو حزب دموکرات ایالات متحده آمریکا بود. وی در سال ۱۹۱۳ تا ۱۹۱۹ و ۱۹۳۱ تا ۱۹۳۹ میلادی سناتور ایالت ایلی‌نوی در سنای ایالات متحده آمریکا بود.